# Ugrin Csák (ostrogonski nadbiskup)
Ugrin Csák (Ugrin iz roda Csák, mađ. Csák nembeli Ugrin; ? – 1204.) jedanaesti zagrebački biskup, nasljednik Prodana.

## Životopis
Izabran je za zagrebačkog biskupa 1185. i službu je obnašao najvjerojatnije do 1188. godine. Prema shematizmu biskupije u Juri, Ugrin iz roda Chak bio je biskup te biskupije od 1188. do 1204. godine. Nakon toga kratko je bio nadbiskup Ostrogona. Umro je 1204. godine.

## Vanjske poveznice
Mrežna mjesta
- Ugrin (1185. - 1188.), životopis na stranicama Zagrebačke nadbiskupije

| Titule u Katoličkoj Crkvi | Titule u Katoličkoj Crkvi       | Titule u Katoličkoj Crkvi |
| ------------------------- | ------------------------------- | ------------------------- |
| prethodnik Prodan         | zagrebački biskup 1185. – 1188. | nasljednik Dominik        |